# Cicindelidia schauppii
Cicindelidia schauppii es una especie de escarabajo del género Cicindelidia, familia Carabidae. Fue descrita por G.Horn en 1876.
Mide 8-11 mm. Los élitros son marrones bronceados con manchas blanquecinas variables. Habita terrenos arenosos o pedregosos, alejados del agua. Se encuentra en México y el sur de los Estados Unidos.